# Anna Petrakova
Anna Viktorovna Petrakova (Russisch: Анна Викторовна Петракова) (Boedapest, 4 december 1984) is een Russische basketbalspeelster, die speelde voor het nationale team van Rusland. Ze werd Meester in de sport van Rusland, Internationale Klasse.

## Carrière
Petrakova begon haar carrière bij Gloria Moskou in 2001. In de zomer van 2001 vertrok Petrakova naar de Verenigde Staten. Daar studeerde ze vijf jaar aan de Universiteit van Louisiana, waarvan ze de eerste vier jaar speelde voor het basketbalteam van de universiteit de Louisiana Ragin' Cajuns. In 2006 keerde ze terug naar Rusland om te gaan spelen voor NUR Kazan. In 2007 stapte ze over naar Spartak Oblast Moskou Vidnoje. In 2008 werd ze verhuurd aan Tsjevakata Vologda en in 2009 werd ze verhuurd aan CSKA Moskou. In 2009 ging Petrakova naar Spartak Sint-Petersburg. Na één jaar ging ze terug Tsjevakata Vologda. In 2011 ging Petrakova naar Dinamo Koersk. Met deze club won Petrakova de EuroCup Women door Kayseri Kaski SK uit Turkije in twee wedstrijden te verslaan. In 2012 ging ze naar UMMC Jekaterinenburg. Met deze club werd ze twee keer Landskampioen van Rusland in 2013 en 2014. Ook werd ze twee keer Bekerwinnaar van Rusland in 2013 en 2014. De mooiste prijs was de finale om de EuroLeague Women. Ze won met UMMC van Fenerbahçe uit Turkije met 82-56. Ook won ze in 2013 met UMMC de FIBA Europe SuperCup Women door te winnen van Dinamo Moskou uit Rusland met 72-63. In 2014 ging Petrakova naar Dinamo Moskou. In 2015 ging ze terug naar UMMC Jekaterinenburg. Met deze club werd ze twee keer Landskampioen van Rusland in 2016 en 2017. Ook werd ze één keer Bekerwinnaar van Rusland in 2017. Ze speelde niet in de EuroLeague Women finale van 2016. In 2016 speelde Petrakova om de FIBA Supercup Women. Ze wonnen van ESB Villeneuve-d'Ascq uit Frankrijk met 66-63. In 2017 stopte ze met basketbal.
Met Rusland werd Petrakova vierde op de Olympische Spelen in 2012.
Viktor Petrakov is de vader van Anna Petrakova, die ook een basketbalspeler was van het nationale team van de Sovjet-Unie. Haar zus is Jelena Baranova die ook basketbalspeler van het nationale team van Rusland was.

## Erelijst
- Landskampioen Rusland: 4
  - Winnaar: 2013, 2014, 2016, 2017
  - Derde: 2009
- Bekerwinnaar Rusland: 3
  - Winnaar: 2013, 2014, 2017
- EuroLeague Women: 1
  - Winnaar: 2013
- EuroCup Women: 1
  - Winnaar: 2012
- FIBA Europe SuperCup Women: 1
  - Winnaar: 2013, 2016